# Brama Ponte
Brama Ponte (chorw. Vrata Ponte) - jedna z pięciu bram w murach miejskich Dubrownika. Znajduje się tuż na południe od Pałacu Rektorów. Prowadzi z placu Marina Držicia przed katedrą do starego portu. Zbudowana w 1476. 
Źródła: 
- Sławomir Adamczak, Katarzyna Firlej Chorwacja i Czarnogóra. Praktyczny przewodnik, wydanie pierwsze, Wydawnictwo Pascal, Bielsko-Biała 2003, ISBN 83-7304-154-0, s.234-252
- Zuzanna Brusić, Salomea Pamuła Chorwacja. W kraju lawendy i wina. Przewodnik, wydanie III zaktualizowane, Wydawnictwo Bezdroża, Kraków 2006, ISBN 83-60506-45-0, s.260-282
- Piers Letcher Chorwacja. Przewodnik turystyczny National Geographic, wydanie polskie, Wydawnictwo G+J RBA, b.m.w., 2008, ISBN 978-83-60006-70-2, s.343-381
- Robert Župan Dubrovnik. Plan grada - city map - Stadtplan - pianta della citta, TRSAT d.o.o., Zagreb 2006, ISBN 978-953-6107-35-3
- Dubrovnik. Gradske utvrde i vrata od Grada (chorw.)